# Giampiero D'Angiulli
Giampiero D'Angiulli (Ospitaletto di Cormano, 25 aprile 1948) è un ex calciatore italiano, di ruolo difensore.

## Carriera
Terzino a volte utilizzato anche come mediano, ha giocato un anno in Serie A con il Catanzaro con 28 presenze; in Serie B ha giocato nel Monza, nel Catanzaro e nella Reggiana con un totale di 165 presenze e 5 gol.
Nel suo curriculum ci sono anche 116 presenze e 5 gol in Serie C con la Reggiana, la Massese e il Carpi.